# 安德列耶夫山
71°46′S 10°13′E / 71.767°S 10.217°E
安德列耶夫山（英語：Mount Andreyev）是南極洲的山峰，位於東部南極洲的毛德皇后地，屬於奧爾萬山脈的一部分，處於達爾曼山西南部附近，海拔高度2,320米，該山峰由德國的探險隊發現。